# Schneppenhausen
Schneppenhausen (mundartlich: Schneppehause) ist ein Stadtteil der Stadt Weiterstadt im südhessischen Landkreis Darmstadt-Dieburg.

## Geografie
Schneppenhausen liegt etwa acht Kilometer nordwestlich von Darmstadt. Im Norden liegt Mörfelden (Kreis Groß-Gerau), im Osten der Stadtteil Gräfenhausen, im Süden der Stadtteil Braunshardt und im Westen der Ortsteil Worfelden der Gemeinde Büttelborn (Kreis Groß-Gerau).

## Geschichte

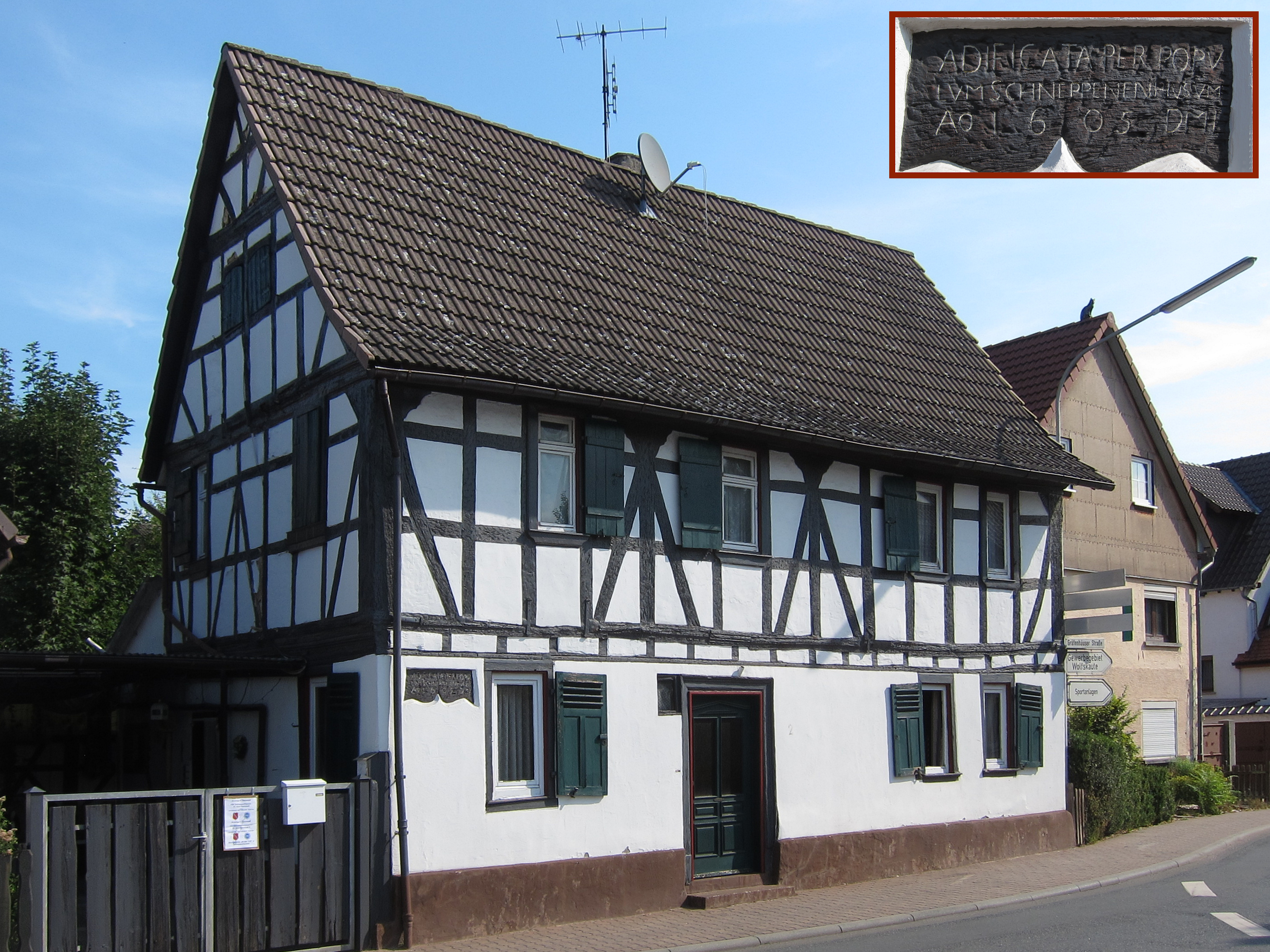
Ehemaliges Rathaus Schneppenhausen (Gräfenhäuser Straße 2)

### Ortsgeschichte
In Schneppenhausen wurden Gegenstände aus der Altsteinzeit bis hin zur jüngeren Eisenzeit gefunden.
1211 war die schriftliche Ersterwähnung von Schneppenhausen im Güterbuch (Oculus Memoriae) des Klosters Eberbach („Alberand von Gerau uns im Tausch eine Wiese in der Nähe von Schneppenhausen gegeben und im Gegenzug von uns eine Wiese, welche Betwiese genannt wird, erhalten.“)
Der Ort wurde am 21. November 1225 mit Gräfenhausen in einer Urkunde erwähnt. Dort trat ein Schultheiß von Schneppenhausen als Zeuge vor einem Schiedsgericht auf. Im 13. Jahrhundert hatten die Grafen von Katzenelnbogen die landesherrliche Gewalt über Schneppenhausen. Am 14. August 1618 klagte Schneppenhausen gegen Braunshardt wegen des Weidegangs der Pferde auf der Gemarkung Braunshardt. Während des Dreißigjährigen Kriegs wurden in Schneppenhausen zahlreiche Häuser niedergebrannt. 1640 waren nur noch elf Familien und zehn Häuser vorhanden. Ein Jahr später wurden nur noch etwa 20 Bewohner verzeichnet und es standen nur noch zehn von zuvor 25 Häusern. Ab 1705 wurde das 1605 gebaute Rathaus als Schule genutzt, bis 1890 ein Schulhaus eingerichtet wurde; das nicht mehr benötigte Rathaus wurde in Privatbesitz verkauft.
Im Laufe der Jahrhunderte wurde der Ort in historischen Dokumenten mit wechselnden Ortsnamen genannt. Von Sneppenhusen im Jahr 1211 über Sneppinhusin (1318), Schneppenhusen  (1506) bis Schneppenhawsen im Jahr 1516.
Die Statistisch-topographisch-historische Beschreibung des Großherzogthums Hessen berichtet 1829 über Schneppenhausen:

„Schneppenhausen (L. Bez. Langen) luth. Filialdorf; liegt 2 1⁄4 St. von Langen, und besteht aus 37 Häusern und 210 Einw., die außer 2 Kath. lutherisch sind. Unter diesen sind 19 Bauern, 9 Handwerker und 9 Taglöhner enthalten. – Im Jahr 1225 kommt hier schon ein Schultheiß mit Namen Godebaldus als Zeuge vor. Philipp der Jüngere, Graf von Katzenellenbogen, hat 1449 Schneppenhausen von seinem Vater mit zu seiner Hofhaltung erhalten.“

1881 oder 1888 wurde die Straße zwischen Schneppenhausen und Gräfenhausen gebaut. Nach dem Zweiten Weltkrieg, im Jahr 1952, wurde die Trink- und Brauchwasserversorgung auf öffentliche Tiefbrunnen mit Pumpstationen umgestellt und 1964 die Kläranlage in Betrieb genommen.
Die Verwaltungszugehörigkeit von Schneppenhausen zum Amt Darmstadt ist 1783 belegt. Von 1820 bis 1821 gehörte der Ort dann zum Oberamt Darmstadt, von 1821 bis 1832 zum Landratsbezirk Langen, von 1832 bis 1848 zum Kreis Groß-Gerau, von 1848 bis 1852 während der kurzen Zeit der Regierungsbezirke in der Provinz Starkenburg zum Regierungsbezirk Darmstadt und ab 1852 mit der Neueinführung von Kreisen zum Kreis Darmstadt. Dieser ging dann 1977 im neuen Landkreis Darmstadt-Dieburg auf.
Hessische Gebietsreform (1970–1977)
Am 1. Januar 1977 wurde Schneppenhausen im Zuge der Gebietsreform in Hessen zusammen mit Gräfenhausen kraft Landesgesetz in die Gemeinde Weiterstadt eingemeindet. Ortsbezirke nach der Hessischen Gemeindeordnung wurden nicht errichtet.

### Verwaltungsgeschichte im Überblick
Die folgende Liste zeigt die Staaten und Verwaltungseinheiten, denen Schneppenhausen angehört(e):
- vor 1479: Heiliges Römisches Reich, Grafschaft Katzenelnbogen, Obergrafschaft Katzenelnbogen
- ab 1479: Heiliges Römisches Reich, Landgrafschaft Hessen, Obergrafschaft Katzenelnbogen
- ab 1567: Heiliges Römisches Reich, Landgrafschaft Hessen-Darmstadt, Obergrafschaft Katzenelnbogen, (1783: zum Amt Darmstadt; 1787: Oberamt Darmstadt, Cent Arheiligen)
- ab 1803: Heiliges Römisches Reich, Landgrafschaft Hessen-Darmstadt, Fürstentum Starkenburg, Amt Darmstadt
- ab 1806: Großherzogtum Hessen,[Anm. 2] Fürstentum Starkenburg, Amt Darmstadt[9]
- ab 1815: Großherzogtum Hessen, Provinz Starkenburg, Amt Darmstadt
- ab 1821: Großherzogtum Hessen, Provinz Starkenburg, Landratsbezirk Langen[Anm. 3]
- ab 1832: Großherzogtum Hessen, Provinz Starkenburg, Kreis Groß-Gerau
- ab 1848: Großherzogtum Hessen, Regierungsbezirk Dieburg
- ab 1852: Großherzogtum Hessen, Provinz Starkenburg, Kreis Darmstadt
- ab 1871: Deutsches Reich, Großherzogtum Hessen, Provinz Starkenburg, Kreis Darmstadt
- ab 1918: Deutsches Reich, Volksstaat Hessen,[Anm. 4] Provinz Starkenburg, Kreis Darmstadt
- ab 1938: Deutsches Reich, Volksstaat Hessen, Landkreis Darmstadt[10][Anm. 5]
- ab 1945: Deutsches Reich, Amerikanische Besatzungszone,[Anm. 6] Groß-Hessen, Regierungsbezirk Darmstadt, Landkreis Darmstadt
- ab 1946: Deutsches Reich, Amerikanische Besatzungszone, Hessen, Regierungsbezirk Darmstadt, Landkreis Darmstadt
- ab 1949: Bundesrepublik Deutschland, Hessen, Regierungsbezirk Darmstadt, Landkreis Darmstadt
- ab 1977: Bundesrepublik Deutschland, Hessen, Regierungsbezirk Darmstadt, Landkreis Darmstadt-Dieburg, Gemeinde Weiterstadt

### Gerichtszugehörigkeit
Schneppenhausen gehörte zur Zent Arheilgen. In der Landgrafschaft Hessen-Darmstadt wurde mit Ausführungsverordnung vom 9. Dezember 1803 das Gerichtswesen neu organisiert. Die Zentgerichte verloren dabei ihre Funktion. Für das Fürstentum Starkenburg wurde das „Hofgericht Darmstadt“ eingerichtet. Es war für normale bürgerliche Streitsachen Gericht der zweiten Instanz, für standesherrliche Familienrechtssachen und Kriminalfälle die erste Instanz. Übergeordnet war das Oberappellationsgericht Darmstadt. Die Rechtsprechung der ersten Instanz wurde durch die Ämter bzw. Standesherren vorgenommen. Damit war das Amt Darmstadt zuständig. Mit Bildung der Landgerichte im Großherzogtum Hessen war ab 1821 das Landgericht Langen das Gericht erster Instanz. Die zweite Instanz war das Hofgericht Darmstadt.
Es folgten:
- 1853: Landgericht Darmstadt; zweite Instanz: Hofgericht Darmstadt
- 1879: Amtsgericht Darmstadt II (Landgerichte wurden durch funktionsgleiche Amtsgerichte ersetzt); zweite Instanz: Landgericht Darmstadt
- 1932: Amtsgericht Darmstadt; zweite Instanz: Landgericht Darmstadt

### Einwohnerentwicklung
| • 1641: | circa 20                 |
| • 1770: | circa 160                |
| • 1806: | 199 Einwohner, 34 Häuser |
| • 1829: | 210 Einwohner, 37 Häuser |
| • 1867: | 299 Einwohner, 44 Häuser |

| Schneppenhausen: Einwohnerzahlen von 1791 bis 2020 | Schneppenhausen: Einwohnerzahlen von 1791 bis 2020 | Schneppenhausen: Einwohnerzahlen von 1791 bis 2020 | Schneppenhausen: Einwohnerzahlen von 1791 bis 2020 | Schneppenhausen: Einwohnerzahlen von 1791 bis 2020 |
| --- | -------------------------------------------------- | -------------------------------------------------- | -------------------------------------------------- | -------------------------------------------------- |
| Jahr |                                                    |                                                    |                                                    | Einwohner                                          |
| 1791 | 1791                                               |                                                    | 144                                                | 144                                                |
| 1800 | 1800                                               |                                                    | 183                                                | 183                                                |
| 1806 | 1806                                               |                                                    | 199                                                | 199                                                |
| 1829 | 1829                                               |                                                    | 210                                                | 210                                                |
| 1834 | 1834                                               |                                                    | 222                                                | 222                                                |
| 1840 | 1840                                               |                                                    | 248                                                | 248                                                |
| 1846 | 1846                                               |                                                    | 270                                                | 270                                                |
| 1852 | 1852                                               |                                                    | 257                                                | 257                                                |
| 1858 | 1858                                               |                                                    | 294                                                | 294                                                |
| 1864 | 1864                                               |                                                    | 298                                                | 298                                                |
| 1871 | 1871                                               |                                                    | 308                                                | 308                                                |
| 1875 | 1875                                               |                                                    | 320                                                | 320                                                |
| 1885 | 1885                                               |                                                    | 341                                                | 341                                                |
| 1895 | 1895                                               |                                                    | 370                                                | 370                                                |
| 1905 | 1905                                               |                                                    | 449                                                | 449                                                |
| 1910 | 1910                                               |                                                    | 481                                                | 481                                                |
| 1925 | 1925                                               |                                                    | 505                                                | 505                                                |
| 1939 | 1939                                               |                                                    | 623                                                | 623                                                |
| 1946 | 1946                                               |                                                    | 906                                                | 906                                                |
| 1950 | 1950                                               |                                                    | 940                                                | 940                                                |
| 1956 | 1956                                               |                                                    | 908                                                | 908                                                |
| 1961 | 1961                                               |                                                    | 992                                                | 992                                                |
| 1967 | 1967                                               |                                                    | 1.247                                              | 1.247                                              |
| 1970 | 1970                                               |                                                    | 1.486                                              | 1.486                                              |
| 1980 | 1980                                               |                                                    | ?                                                  | ?                                                  |
| 1990 | 1990                                               |                                                    | ?                                                  | ?                                                  |
| 2001 | 2001                                               |                                                    | 2.044                                              | 2.044                                              |
| 2007 | 2007                                               |                                                    | 2.003                                              | 2.003                                              |
| 2011 | 2011                                               |                                                    | 1.935                                              | 1.935                                              |
| 2015 | 2015                                               |                                                    | 2.031                                              | 2.031                                              |
| 2020 | 2020                                               |                                                    | 2.089                                              | 2.089                                              |
| Datenquelle: Historisches Gemeindeverzeichnis für Hessen: Die Bevölkerung der Gemeinden 1834 bis 1967. Wiesbaden: Hessisches Statistisches Landesamt, 1968. Weitere Quellen: LAIS; 1791; 1800; Website Weiterstadt (Webarchiv); Zensus 2011 |                                                    |                                                    |                                                    |                                                    |

### Historische Religionszugehörigkeit
| • 1829: | 208 lutheranische (= 99,05 %) und 2 katholische (= 0,95 %) Einwohner |
| • 1961: | 737 evangelische (= 74,29 %), 220 katholische (= 22,18 %) Einwohner  |

## Politik
Bis zur Eingliederung in die damalige Gemeinde Weiterstadt im Jahr 1977 wurde die kommunale Selbstverwaltung der Gemeinde Schneppenhausen durch die von den Bürgern direkt gewählte Gemeindevertretung einerseits und den Gemeindevorstand unter dem Vorsitz des Bürgermeisters andererseits wahrgenommen. Nach der Eingliederung wurde für den Ortsteil Schneppenhausen davon abgesehen, einen Ortsbezirk mit Ortsbeirat und Ortsvorsteher zu bilden.

### Bürgermeister bis 1976
Von 1945 bis 1976 wurde die Gemeindeverwaltung von folgenden Bürgermeistern geleitet:
| Amtszeit  | Name            |
| --------- | --------------- |
| 1945–1949 | Jakob Schmidt   |
| 1949–1968 | Georg Bender    |
| 1968–1976 | Karlheinz Uhlig |

### Wappen
Blasonierung: „In silber ein rotes Herz, in ihm ein grauer Schragen, dessen linker Balken oben nach links zu einem Haken umgebogen ist.“
Das Wappen wurde der Gemeinde Schneppenhausen im damaligen Landkreis Darmstadt am 31. März 1949 durch den Hessischen Innenminister genehmigt. Gestaltet wurde es durch den Heraldiker Georg Massoth.
Es basiert auf einem alten Gerichtssiegel aus dem Jahr 1622. Die Bedeutung der Elemente ist unbekannt.

## Regelmäßige Veranstaltungen
- September: Kerb[19]

## Sonstiges
Schneppenhausen verfügt über eine eigene Freiwillige Feuerwehr. Der Fußballspieler und -trainer Bruno Labbadia hat in Schneppenhausen seine Kindheit verbracht und beim FSV 1962 Schneppenhausen seine ersten Punktspiele in der Jugend gespielt.